# 睡眠檢測

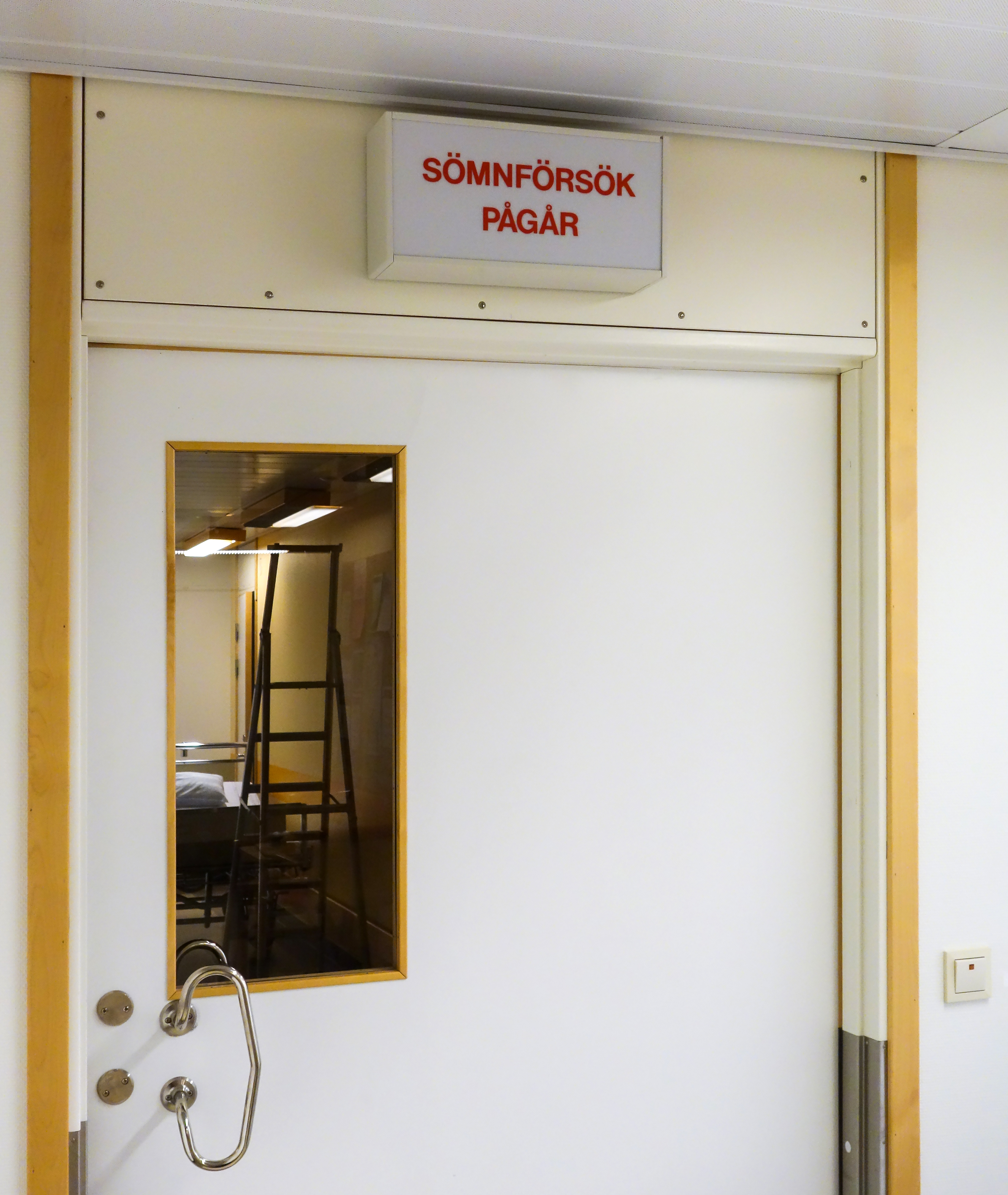
签名文字： Sömnförsök pågår （正在进行的睡眠檢測），瑞典NäL医院的睡眠檢測室。

睡眠檢測是记录睡眠期间身体活动的测试。睡眠檢測有五种主要类型，它们使用不同的方法来测试不同的睡眠特征和障碍。这些包括简单的睡眠檢測、多导睡眠图、多次睡眠潜伏期测试（MSLT）、维持清醒测试（MWT）和家庭睡眠测试（HST）。在医学上，睡眠檢測有助于识别和排除各种睡眠障碍。睡眠檢測对心理学也很有价值，它们提供了对大脑活动以及睡眠障碍和正常睡眠的其他生理因素的深入了解。这使得人们可以对睡眠与行为和心理因素之间的关系进行进一步的研究。

## 实用程序
根据所使用的方法，睡眠檢測可以帮助诊断或排除以下疾病：
- 与睡眠相关的呼吸障碍，例如睡眠呼吸中止症[1] [2]
- 睡眠相关癫痫症[1]
- 与睡眠相关的运动障碍，例如周期性肢体运动障碍，即睡眠期间脚、腿或手臂的反复肌肉抽搐。 [2] [1]睡眠檢測可用于诊断或排除不宁腿综合症 (RLS)。然而，RLS 通常是根据体征和症状、病史和体检来诊断的。 [1]
- 夜间睡眠问题（失眠）：由压力、抑郁、饥饿、身体不适或其他问题引起。 [2]
- 导致白天极度疲劳的睡眠障碍，例如发作性睡病[1] [2]或昼夜节律睡眠障碍。
- 夜间行为问题，例如梦游、夜惊或尿床
- 磨牙症或睡眠期间磨牙
- 由于夜间工作或轮班工作而导致白天睡眠出现问题。这种睡眠问题称为轮班工作睡眠障碍。 [2]
- 睡眠檢測还可以确定睡眠阶段的问题。睡眠的两个主要类别是非快速眼动睡眠（NREM）和快速眼动睡眠（REM）。通常，一晚的睡眠由四到五个系列的 NREM 和 REM 组成。这个周期的改变可能会让人难以安稳入睡。 [2]

## 类型
最常见的睡眠檢測工具是：
- 多导睡眠图
- 多次睡眠潜伏期测试 (MSLT)
- 维持清醒测试（MWT）
- 家庭睡眠测试 (HST)
- 睡眠问卷